# High Westwood
High Westwood – wieś w Anglii, w hrabstwie Durham. Leży 21 km na północny zachód od miasta Durham i 393 km na północ od Londynu.